# Grob G-115T
Grob G-115 - самолёт авиации общего назначения, в основном используемый в качестве учебно-тренировочного самолёта. Самолёт был сконструирован немецкой компанией Grob Aircraft. Grob G-115T находится на вооружении армий различных стран мира, в том числе ВВС Финляндии, Королевского военно-морского флота и Королевских военно-воздушных сил Великобритании.